# Popillia legalli
Popillia legalli är en skalbaggsart som beskrevs av Limbourg 2008. Popillia legalli ingår i släktet Popillia och familjen Rutelidae. Inga underarter finns listade i Catalogue of Life.